# Edgar Ludlow-Hewitt
Edgar Ludlow-Hewitt (Eckington, 9 giugno 1886 – 15 agosto 1973) è stato un generale inglese, giunto al grado di Maresciallo capo dell'aria.

## Biografia

### Inizi
Era il secondo dei cinque figli del rev. Thomas Arthur Ludlow-Hewitt (17 maggio 1850 - 16 giugno 1936) di Clancoole, presso Cork, e poi vicario di Minety, Wiltshire, e di Edith Annie Hudson (9 marzo 1854 - 15 novembre 1944).

### Prima guerra mondiale
Formatosi presso la Eastman's School, il Radley College e Sandhurst, Ludlow-Hewitt fu arruolato nei Royal Ulster Rifles nel 1905, ma trasferito nel Royal Flying Corps (RFC) prima della prima guerra mondiale, dove si qualificò l'11 settembre 1914 per l'Aviator's Certificate no. 886 del Royal Aero Club. Durante la guerra prestò servizio dapprima come pilota nello Squadrone n. 1 del Royal Flying Corps e successivamente come Ufficiale Comandante dello Squadrone No. 15 della RAF e dello Squadrone No. 3 della RAF sul fronte occidentale. Nel 1916 Ludlow-Hewitt assunse il comando del 3º Corpo come tenente colonnello provvisorio. Verso la fine dell'anno successivo, fu promosso brigadiere generale e fece l'ispettore di addestramento presso il quartier generale della Divisione Addestramento RFC. Come altri membri della RFC, fu trasferito alla Royal Air Force (RAF) il 1º aprile 1918. Fu anche in quella data che egli divenne ufficiale generale comandante (GOC) della Divisione Addestramento. Meno di due mesi dopo fu nominato GOC della 10ª Brigata.

### Carriera successiva
Nel 1922 fu incaricato come Air Secretary e nel 1926 comandante del 
RAF Staff College. Nel 1930 divenne ufficiale comandante dell'aeronautica del comando della RAF in Iraq, nel 1933 Vice capo di stato maggiore dell'Aeronautica e direttore delle operazioni e dell'Intelligence, nel 1935 Comandante dell'Aeronautica in India. Nel 1937 Ludlow-Hewitt fu promosso maresciallo capo dell'aria e ufficiale comandante in capo del comando dei bombardieri della RAF. Nella Seconda guerra mondiale, Ludlow-Hewitt fu sostituito da Charles Portal nell'aprile 1940 a causa dell'insistenza di Ludlow-Hewitt sulla formazione delle unità di addestramento operativo, a spese della disponibilità di aviatori sulla linea del fronte. Egli trascorse il tempo rimanente della guerra come ispettore generale della RAF e non andò in pensione fino al novembre 1945, divenendo l'ufficiale della RAF con il periodo di servizio più lungo come Air Chief Marshal durante il XX secolo.